# 地铁车站低风井
地铁车站低风井一般是指围护挡墙高度在1米至1.2米高度的敞口地铁风井，包括活塞风井、新风井、排风井。
由于一般高风井会影响城市景观，因此地铁车站往往考虑设置低风井来满足地铁的通风要求。
低风井需要满足城市防洪要求，因此最低高度往往有一定要求，通常是根据不同城市的防洪标高而定。